# Шпревалдхајде
Шпревалдхајде (њем. Spreewaldheide) општина је у њемачкој савезној држави Бранденбург. Једно је од 37 општинских средишта округа Даме-Шпревалд. Према процјени из 2010. у општини је живјело 549 становника. Посједује регионалну шифру (AGS) 12061470.

## Географски и демографски подаци
Шпревалдхајде се налази у савезној држави Бранденбург у округу Даме-Шпревалд. Општина се налази на надморској висини од 54 метра. Површина општине износи 36,0 km². У самом мјесту је, према процјени из 2010. године, живјело 549 становника. Просјечна густина становништва износи 15 становника/km².